# Manfred Lautenschläger-Stiftung
Die Manfred Lautenschläger-Stiftung zeichnet sich durch die Breite ihrer Fördergebiete aus. Sie möchte die Lebensumstände von Menschen direkt verbessern und durch ihre Arbeit eine bessere Gesellschaft durch Wissenschaft und Innovation unterstützen.

## Förderungsschwerpunkte

### Kinder und Jugendliche
- 2015: Landesweite Initiative: Kinder sollen besser schwimmen können. Das vom Institut für Sport und Sportwissenschaft der Universität Heidelberg mit Unterstützung der Manfred-Lautenschläger-Stiftung entwickelte Konzept setzt auf kleine Lerngruppen, eine spielerische Pädagogik und positive Lernerfahrungen.[3]
- 2014: Abschluss des regionalen Projekts „Lesestart“: Im Raum Heidelberg hat die Aktion seit ihrem Start im Jahr 2007 bereits 12.000 Familien erreicht. Dabei erhielten alle Familien unmittelbar nach der Geburt ihres Kindes in der Universitäts-Frauenklinik ein von der Manfred-Lautenschläger-Stiftung gesponsertes Lesestart-Set mit einem Bilderbuch und Informationsmaterial rund um das Thema Vorlesen.[4]
- 2014: Junge Literaturfans wollen andere Jugendliche zum Lesen anstiften. Dazu gibt es Workshops an Schulen, die von der Manfred-Lautenschläger-Stiftung finanziert werden.[5]
- 2014: Der ADFC Heidelberg startet ein Rennrad- und Mountainbiketreff für Jugendliche. Mit Unterstützung der Manfred-Lautenschläger-Stiftung stehen 22 Rennräder und acht Mountainbikes bereit.[6]
- 2005–2010: Gemeinsam mit der Kindernothilfe wurden in Äthiopien 80 neue Schulen gebaut. Seit 2005 wurden 30.000 Schüler von 200 Lehrern unterrichtet.[7]

### Wissenschaft und Forschung
- 2012: Typ-2-Diabetes-Studie wird mit 1,5 Millionen Euro von der Stiftung unterstützt.[8]
- 2012: Eine wertvolle mittelalterliche Handschriftensammlung wurde im Vatikan digitalisiert. Im Wesentlichen wurde das Vorhaben von der Heidelberger Manfred-Lautenschläger-Stiftung finanziert.[9]
- 2010: Eine Million für die Krebsforschung: Manfred Lautenschläger Stiftung fördert die Entwicklung neuer Impfstoffe gegen Krebs.[10]

### Toleranz und Integration
- 2014: Der Generalsekretär der in Göttingen ansässigen Gesellschaft für bedrohte Völker, Tilman Zülch, erhält den Europäischen Bürgerrechtspreis der Sinti und Roma. Der Preis ist mit 15 000 Euro dotiert. Der Preis wird vergeben vom Dokumentations- und Kulturzentrum, dem Zentralrat deutscher Sinti und Roma und der Manfred-Lautenschläger-Stiftung.[11]
- 2014: Timian Hopf zeigt mit seinem Film „Show Racism the Red Card“ („Zeige Rassismus die Rote Karte“), dass Rassismus, Feindseligkeit gegenüber Schwulen und Lesben sowie Sexismus im Fußball noch immer allgegenwärtig ist. Seit Gründung dieser Bildungsinitiative wurden in über 180 Workshops mehr als 3000 Kinder und Jugendliche erreicht. Unterstützt wird das Projekt von der Manfred-Lautenschläger-Stiftung.[12]

### Regionale Förderung
- 2016: Die zweite Tanzbiennale Heidelberg wurde neben der Stadt und dem Land auch von der Manfred-Lautenschläger-Stiftung gefördert.[13]
- 2015: Der Autorenpreis des Heidelberger Stückemarkts wurde an Lukas Linder für das Theaterstück „Der Mann aus Oklahoma“ verliehen. Der Preis wird seit 2008 von der Manfred-Lautenschläger-Stiftung ausgelobt und ist mit 10.000 Euro dotiert.[14]
- 2014: Die Manfred Lautenschläger Stiftung finanzierte Modernisierung des Hörsaals 13 der Heidelberger Universität mit 1,2 Millionen Euro.[15]

### Preise und Stipendien
- 2015: Der Indologe Axel Michaels erhielt den mit 250.000 Euro dotierten Lautenschläger-Forschungspreis. Er wird alle zwei Jahre ausgeschrieben und fördert die internationalen Wissenschaftskooperationen.[16]
- 2015: Der Bildhauer und Maler Michael Lingrên wurde mit dem von der Manfred-Lautenschläger-Stiftung finanzierten Willibald-Kramm-Preis ausgezeichnet.[17]
- 2014: 20 Stipendiaten wurden für das Programm „Medical Excellence“ 2014 der Manfred Lautenschläger Stiftung nominiert. Zum sechsten Mal fördert die Manfred-Lautenschläger-Stiftung Top-Medizinstudenten mit einem dreijährigen Stipendium.[18][19]
- 2014: Die Manfred-Lautenschläger-Stiftung hat die Initiative „MINT-Excellence“ gegründet, um dem Fachkräftemangel in naturwissenschaftlichen und technischen Berufen entgegenzuwirken.[20]